# Hova (commune de Gullspång)
Pour l’article homonyme, voir Hova.
Hova est une localité de la commune de Gullspång, dont elle est le centre administratif, dans le comté de Västra Götaland en Suède.
Sa population était de 1309 habitants en 2019.